# Chrysolina globosa
Chrysolina globosa es un coleóptero de la familia Chrysomelidae.
Fue descrita científicamente en 1805 por Panzer.